# Tuca & Bertie
Tuca & Bertie ist eine US-amerikanische Animationsserie des Video-on-Demand-Anbieters Netflix. Die Serie wurde von Lisa Hanawalt geschaffen, einer Produzentin von BoJack Horseman, und ist seit dem 3. Mai 2019 auf Netflix abrufbar. In der Originalversion sprechen Tiffany Haddish und Ali Wong die beiden Hauptfiguren.
Im Juli 2019 gab Netflix die Einstellung nach einer Staffel bekannt. 2021 erschien eine zweite Staffel auf Adult Swim.

## Handlung
Tuca, ein selbstbewusstes und verantwortungsloses Tukanweibchen, und die von Selbstzweifeln geplagte Singdrossel Bertie sind beste Freundinnen und gehen zusammen durch dick und dünn, auch wenn Bertie nun mit ihrem neuen Freund Speckle, einem Rotkehlchen, zusammenlebt.

## Produktion
Im Februar 2018 wurde bekannt, dass Netflix eine neue Serie mit zehn Folgen in Auftrag gegeben hat. Die Serie wurde von Lisa Hanawalt erschaffen, die neben Raphael Bob-Waksberg und Tiffany Haddish als Executive Producer fungiert. Die Serie wird von The Tornante Company und ShadowMachine produziert, die auch BoJack Horseman produzieren.
Sie wird für Zuschauer ab 12 Jahren empfohlen. Im Juli 2019 gab Netflix bekannt, dass die Serie nach einer Staffel eingestellt wird. Im Mai 2020 wurde verkündet, dass Adult Swim eine neue Staffel bestellt hat, die 2021 erscheinen soll.

## Synchronisation
Die deutsche Synchronisation entstand bei der Berliner Synchron nach einem Dialogbuch und unter der Dialogregie von Heike Schroetter, welche in der Serie auch der Figur Tuca ihre Stimme leiht.
| Rollenname                              | Originalsprecher | Deutsche Sprecher  |
| --------------------------------------- | ---------------- | ------------------ |
| Tuca                                    | Tiffany Haddish  | Heike Schroetter   |
| Bertie Songthrush, Tucas beste Freundin | Ali Wong         | Christin Marquitan |
| Speckle, Berties Freund                 | Steven Yeun      | Tim Sander         |
| Dirk, ein Mitarbeiter von Bertie        | John Early       | Kevin Kasper       |
| Pastry Pete, ein berühmter Patissier    | Reggie Watts     | Frank Muth         |
| Holland, Berties Chef                   | Richard E. Grant | Sven Brieger       |

## Episodenliste

### Staffel 1
| Nr.                                                                                | Deutscher Titel      | Originaltitel   | Regie        | Drehbuch                                                 |
| ---------------------------------------------------------------------------------- | -------------------- | --------------- | ------------ | -------------------------------------------------------- |
| 1                                                                                  | Die Zuckerdose       | The Sugar Bowl  | Amy Winfrey  | Lisa Hanawalt & Raphael Bob-Waksberg Idee: Lisa Hanawalt |
| 2                                                                                  | Die Beförderung      | The Promotion   | Aaron Long   | Lisa Hanawalt                                            |
| 3                                                                                  | Der Thekentyp        | The Deli Guy    | Mollie Helms | Lee Sung Jin                                             |
| 4                                                                                  | Die Sexwanzen        | The Sex Bugs    | James Bowman | Rachelle Williams                                        |
| 5                                                                                  | Gefieder             | Plumage         | Amy Winfrey  | Nick Adams                                               |
| 6                                                                                  | Die Hausbesichtigung | The Open House  | Aaron Long   | Karen Graci                                              |
| 7                                                                                  | Hefewoche            | Yeast Week      | Mollie Helms | Gonzalo Cordova                                          |
| 8                                                                                  | Der neue Vogel       | The New Bird    | Adam Parton  | Lee Sung Jin                                             |
| 9                                                                                  | Jelly Lakes          | The Jelly Lakes | Amy Winfrey  | Shauna McGarry                                           |
| 10                                                                                 | Süßschnabel          | SweetBeak       | Aaron Long   | Lisa Hanawalt                                            |
| Am 3. Mai 2019 wurden alle Folgen der Staffel weltweit bei Netflix veröffentlicht. |                      |                 |              |                                                          |

### Staffel 2
Die zweite Staffel läuft seit dem 13. Juni 2021 wöchentlich auf dem Kabelsender Adult Swim.
| Nr. (ges.) | Nr. (St.) | Deutscher Titel | Originaltitel    | Erstausstrahlung | Deutschsprachige Erstausstrahlung (D) | Regie       | Drehbuch        |
| ---------- | --------- | --------------- | ---------------- | ---------------- | ------------------------------------- | ----------- | --------------- |
| 11         | 1         | -               | Bird Mechanics   | 13. Juni 2021    | -                                     | Aaron Long  | Shauna McGarry  |
| 12         | 2         | -               | Planteau         | 20. Juni 2021    | -                                     | Meg Waldow  | Lisa Hanawalt   |
| 13         | 3         | -               | Kyle             | 27. Juni 2021    | -                                     | Adam Parton | Gonzalo Cordova |
| 14         | 4         | -               | Nighttime Friend | 4. Juli 2021     | -                                     | Meg Waldow  | Shauna McGarry  |
| 15         | 5         | -               | Vibe Check       | 11. Juli 2021    | -                                     | -           | -               |
| 16         | 6         | -               | The Moss         | 18. Juli 2021    | -                                     | -           | -               |
| 17         | 7         | -               | Sleepovers       | 25. Juli 2021    | -                                     | -           | -               |